# ألسويرث بي. باك
ألسويرث بي. باك (بالإنجليزية: Ellsworth Brewer Buck)‏ هو سياسي أمريكي، ولد في 3 يوليو 1892 في شيكاغو في الولايات المتحدة، وتوفي في 14 أغسطس 1970 في ستيفنسون في الولايات المتحدة. حزبياً، نشط في الحزب الجمهوري. وقد انتخب مندوب ‏ ( – 1952) وانتخب عضو ‏ (1935 – 1944) وانتخب عضو مجلس النواب الأمريكي (6 يونيو 1944 – 3 يناير 1949).